# Embajada de Ucrania en Suiza
La Embajada de Ucrania en Berna es la misión diplomática de Ucrania en Suiza y Liechtenstein. El edificio de la embajada se encuentra en Feldeggweg 5 Berna. El embajador de Ucrania en Suiza ha sido Artem Ribochenko desde el junio de 2018.

## Historia
Desde 1918 a 1926, la República Popular Ucraniana tenía una misión diplomática en Berna. Tras el colapso de la Unión Soviética, Ucrania se declaró independiente en diciembre de 1991. El 23 de diciembre de 1991, la Confederación Suiza reconoció la independencia de Ucrania. El febrero de 1993, se abrió la embajada de Ucrania en Berna.

## Embajadores
| Número | Dato          | Nombre               | Imagen |
| ------ | ------------- | -------------------- | ------ |
| 1      | 1918          | Yuri Hasenko         |        |
| 2      | 1918-1919     | Yevmen Lukasevych    |        |
| 3      | 1919-1923     | Mykola Vasyl'ko      |        |
| 4      | 1923-1926     | Zenon Kurbas         |        |
| 5      | 1992-1993     | Andriy Ozadovs'ky    |        |
| 6      | 1993-1997     | Oleksandr Slipchenko |        |
| 7      | 1998-2000     | Nina Koval'ska       |        |
| 8      | 2000-2003     | Yevhen Bersheda      |        |
| 9      | 2003-2004     | Syuzanna Stanik      |        |
| 10     | 2004-2008     | Ostap Yukhymovych    |        |
| 11     | 2008-2014     | Ihor Dir             |        |
| 12     | 2014-2018     | Ostap Yukhymovych    |        |
| 13     | 2018-presente | Artem Rybchenko      |        |